# Tupolev Tu-104
Tupolev Tu-104 (NATO-rapporteringsnavn: Camel) er et narrow body to-motorers mellemdistance jetfly udviklet af det sovjetiske designbureau Tupolev. Flyet blev indsat i tjeneste i juni 1955 og var det andet jetdrevne passagerfly, der blev indsat i tjeneste efter britiske de Havilland Comet og i perioden fra 1956 til 1958 verdens eneste aktive passagerjetfly, da den britiske Comet fik flyveforbud grundet en række fatale flystyrt.
Det tjekkoslovakiske nationale flyselskab ČSA (i dag Czech Airlines) blev det første luftfartsselskab i verden, der fløj en flyrute kun med jetfly, da de indsatte Tu-104A på ruten mellem Prag og Moskva. Tu-104 fløj med mere end 90 millioner passagerer for Aeroflot, der dengang var verdens største luftfartsselskab, og et mindre antal passagerer med ČSA. Flyet blev også benyttet af Sovjetunionens luftvåben.
Tu-104 fløj som civilt passagerfly indtil 1979, hvor det blev trukket ud af tjeneste og afløst af bl.a. Tu-124, Tu-134, and Tu-154. Tu-104 fløj som militært passagerfly indtil 1981.

## Design og udvikling
I den sjette sovjetiske femårsplan vedtaget i begyndelsen af 1950'erne planlagde USSR en næsten femdobling af flypassagertrafikken fra 1955 til 1960. Sovjetunionens flyselskab Aeroflot anvendte på dette tidspunkt fly udviklet i 1930'er som Lisunov Li-2 (sovjetisk udgave af DC-3) og Iljusjin Il-12 og Il-14. Flyflåden havde relativ kort rækkevidde, og flyvetiden på ruterne fra Moskva til de fjerntliggende byer i Centralasien og Fjernøsten var lang og besværlig, og der var behov for at nedbringe denne dramatisk. For at kunne realisere femårsplanens mål om kraftig forøgelse af flypassagertrafikken var det bl.a. derfor nødvendigt med udvikling af moderne passagerfly med bedre kapacitet og ydeevne end de hidtidige stempelmotordrevne passagerfly.(p. 118) 
Storbritannien havde i 1952 introduceret verdens første jetdrevne passagerfly, de Havilland Comet, og havde opnået betydelig prestige med udviklingen af det jetdrevne passagerfly. USA havde endnu ikke udviklet et jetdrevent passagerfly, og Sovjetunionens ledelse var ved den kolde krigs begyndelse stærkt interesseret i at demonstrere, at Sovjetunionen var fuldt på højde med Vesten. Designbureauet Tupolev OKB blev anmodet om at udviklet et jetdrevent passagerfly. Tupolev havde kort forinden udviklet det strategiske bombefly Tu-16 "Badger" og besluttede at udvikle det nye passagerfly med udgangspunkt i Tu-16.(p. 118)  Tu-16's vinger, motorer og styreflader m.m. blev bibeholdt til det nye passagerfly, men det nye design anvendte et bredere skrog med trykkabine og med plads til 50 passagerer. Tupolev havde tidligere fremstillet fly med trykkabiner og studerede nøje de problemer, som de Havilland havde med trykkabinen i Comet. Tupolev udviklede det nye passagerfly i løbet af få år, og prototypen fløj første gang den 17. juni 1955 og allerede den 5. november 1955 fløj den første serieproducerede Tu-104.
Tu-104 blev udstyret med to Mikulin AM-3 turbojet motorer placeret ved vingernes rod på samme måde som de Havilland Comet. Besætningen bestod af to piloter, en navigatør (der var placeret, hvor bombestyreren sad i bombeflyets glasnæse), en flyvemaskinist og en radiooperatør (der senere blev udeladt).
Piloterne blev trænet i bombeflyet Il-28 og herefter i flyvninger med Tu-104 som post- og fragtfly uden passagerer på ruten mellem Moskva og Sverdlovsk i fly malet i Aeroflots farver. Tu-104 blev anset som vanskelig at flyve grundet dets tunge styring og sin høje landingshastighed, ligesom flyet havde en tendens til at stalle ved lave hastigheder som følge af de kraftigt bagudstrøgne vinger. Flyet havde ikke motorbremse og blev i stedet udstyret med en bremseskærm, der forkortede den nødvendige landingslængde med ca. 400 meter, hvilket var nødvendigt, da mange lufthavne på daværende tidspunkt ikke havde tilstrækkeligt lange landingsbaner til flyet.
I sovjetisk tradition var interiøret overdådigt indrettet med et victoriansk interiør med mahogni, kobber og kniplinger m.v.
Erfaringerne med Tu-104 ledte til Tupolevs udvikling af verdens første seriefremstilede passagerfly med turbofan, Tupolev Tu-124,(p. 134)  og senere den kommercielt succesfulde Tu-134.(p. 141) 

## Operativ historie
Tu-104 blev fremvist ved en overflyvning ved den sovjetiske flyopvisning i Tusjino, men vestlige observatører troede, at der var tale om fremvisning af en Tu-16 bomber.(p. 118)  Der var derfor i Vesten ingen viden om, at Sovjetunionen havde fremstillet et jetdrevent passagerfly, og vestlige observatører blev derfor overraskede, da Sovjetunionen i 1956 meddelte, at en højtstående sovjetisk delegation ville ankomme med jetfly til et topmøde i Storbritannien. Delegationen ankom med en Tu-104, hvilket vakte betydelig opsigt og var en betydelig PR-gevinst for Sovjetunionen. På daværende tidspunkt havde den britiske Comet være underlagt flyveforbud i to år grundet en række fatale ulykker, og det sovjetiske jetfly blev at USSR anvendt som illustration af sovjetisk kompetence og teknisk kunnen.
Tu-104 blev indsat i kommerciel ruteflyvning den 15. september 1956 på Aeroflots rute Moskva-Omsk-Irkutsk, hvor den afløste den ældre Iljushin Il-14. Flyvetiden blev reduceret fra 13 timer og 50 minutter til 7 timer og 40 minutter, og den nye jet medførte en markant forbedring af komforten for passagererne. I 1957 havde Aeroflot indsat Tu-104 på ruterne fra Moskvas Vnukovo lufthavn til London, Budapest, København, Beijing, Brussel, Ottawa, Delhi og Prag.
I 1957 blev det tjekkoslovakiske luftfartsselskab ČSA den første (og eneste) eksportkunde for Tu-104, da de købte seks Tu-104'ere; fire nye og to brugte, som blev konfigureret til 81 passagerer. ČSA indsatte flyet på ruterne fra Prag til Moskva, Paris og Brussel.
Tu-104 var blevet udviklet på rekordtid, og flyet havde en række uhensigtsmæssigheder under flyvning. Flyet var tungt og vanskeligt at flyve og blev nemt ustabilt i luften. Vingernes aerodynamiske egenskaber gav flyet en tendens til uden varsel at stalle eller rette næsen kraftigt op (hvilken kunne resultere i et stall) eller gå i spin. For at undgå risikoen for stall landede de fleste piloter med en hastighed på mellem 270–300 km/t, hvilket var ca. 50 km/t hurtigere end anbefalet fra Tupolev.
Produktionen af Tu-104 ophørte blot fem år efter serieproduktionen begyndelse. Den hastige udvikling indenfor luftfartsteknologi havde ført til udviklingen af anden generations passagerfly med mere økonomiske turbofanmotorer, og Tu-104 blev derfor hurtigt forældet.
Udfasningen af flyet begyndte i 1972 og tilbagetrækningen af Tu-104 fra Aeroflots flyflåden begyndte i 1977.
Tu-104 var udsat fra en række uheld og flere fatale flystyrt og havde en forholdsvis høj uheldsratio. Flyet var dog et meget benyttet fly i USSR og transporterede for Aeroflot omkring 90 millioner passagerer, indtil det definitivt blev taget ud af tjeneste i marts 1979, hvor en fatal flyulykke i Moskva fik den sovjetiske regering til at udstede forbud mod passagertrafik med flyet. Der gik dog nogle måneder inden passagertrafik med flyet ophørte; ruteflyvninger mellem Moskva og Odessa fortsatte til november 1979. Sidste officielle civile passagerflyvning fandt sted den 31. december 1979 mellem Moskva og Leningrad, hvor flyet landede kl. 24.00 Moskva-tid. Flere af flyene blev overført til tjeneste i Sovjetunionens luftvåben og flåde, hvor de transporterede militærpersonel og blev benyttet til at træne kosmonauter i vægtløshed. I februar 1981 styrtede en militær Tu-104 ned med flere højtstående officerer fra hæren og flåden, hvorefter Tu-104 blev trukket ud af tjeneste. Den sidste flyvning fandt sted den 11. november 1986, hvor et eksemplar blev fløjet til flymuseet i Uljanovsk.

## Varianter
Data fra: 
- Tu-104 – Den oprindelige model med plads til 50 passagerer med to Mikulin AM-3 turbojet motorer; 29 fly blev bygget.
- Tu-104 2NK-8 – Foreslået variant med to Kuznetsov NK-8 turbofan motorer.
- Tu-104A – En forbedret udgave, der fløj fra juni 1957 med kraftigere Mikulin AM-3M motorer, der muliggjorde at kapaciteten kunne udvides til 70 passagerer. 80 eksemplarer blev fremstillet. Flyet satte en en række rekorder, herunder ved med en last på 20 ton at opnå en højde på 11.211 m. Den 24. september 1957 nåede flyet en gennemsnitshastighed på 970,8 km/t med en last på 2 tons.
- Tu-104AK – Et testfly, der blev benyttet til træning af kosmonauter og test af sovjetisk rumudstyr.
- Tu-104A-TS – Fem Tu-104A’ere ombygget til fragt- og ambulancefly.
- Tu-104B – Videreudvikling med 1,2 længere skrog og nye Mikulin AM-3M-500 turbojet motorer og plads til 100 passagerer. Blev indsat den 15. april 1959 på ruten Moskva-Leningrad. Der blev bygget 95 fly af typen. De fleste blev senere ombygget til Tu-104V-115.
- Tu-104B-TS – Seks Tu-104B’ere ombygget til fragt- og ambulancefly.
- Tu-104 CSA - Seks fly bygget til ČSA.
- Tu-104D – En VIP-udgave med to sovepladser og 39 sæder.
- Tu-104D-85 – Tu-104A fly ombygget til at medtage 85 passagerer.
- Tu-104D 3NK-8 – Projekt med installation af tre NK-8 motorer, forløber for Tu-154.
- Tu-104E – En videreudvikling af Tu-104 med RD-16-15 motorer med bedre brændstoføkonomi og større kraft. Der blev bygget to prototypes (ombygget fra to Tu-104B’ere, СССР-42441 og СССР-42443. Projektet blev opgivet i midten af 1960’erne til fordel for Tu-154.
- Tu-104G – En VIP-udgave for USSR’s regering med to VIP-afdelinger i front og 54 sæder i kabinen.
- Tu-104LL – “Flyvende laboratorier” til test af elektronik til Tu-129 og Tu-22M og luft-til-luft missilsystemer.
- Tu-104Sh – Udgave til træning af navigatører.
- Tu-104V – Opgivet projekt med plads til 117 passagerer (3+3 konfigureret). Designeringen blev også anvendt senere projekter med forøget passagerkapacitet.
- Tu-104V-115 – Tu-104B ombygget til at medtage 115 passagerer og med nyt radio- og navigationsudstyr.
- Tu-107 – En militær udgave af Tu-104. Der blev bygget én prototype med lastrampe agter og maskinkanon monteret.
- Tu-110 – En firemotoret udgave tiltænkt eksport. Der blev bygget enkelte prototyper inden projektet blev opgivet.
- Tu-118 – Et projekteret turboprop fragtfly udviklet på grundlag af Tu-104.

## Operatører
Tjekkoslovakiet
- CSA Czechoslovak Airlines – seks fly
- Tjekkoslovakiets luftvåben

 Mongoliet
- Mongoliets militær

 Sovjetunionen
- Aeroflot
- Sovjetunionens luftvåben

## Ulykker
Tu-104 var igennem sit lange tjenestetid udsat for en lang række flystyrt og flyulykker, flere af dem med dødelig udgang. Ifølge den amerikanske Flight Safety Foundation mistede Aeroflot og CSA samlet 16 fly i flystyrt og samlet 37 fly blev så alvorligt beskadiget, at de måtte skrottes. Der er noteret 1.140 omkomne i ulykkerne. Der blev fremstillet i alt 205 Tu-104 fly.
Af ulykker med større antal omkomne kan nævnes:
15. august 1958
Aeroflot Flight 04, en Tu-104A (СССР-Л5442) blev ramt op kraftig opdrift i 12 km højde, hvorefter flyet stallede og styrtede ned i Khabarovsk distriktet i Khabarovsk kraj. Alle 64 ombord blev dræbt i den første dødsulykke med Tu-104. Senere undersøgelser viste, at flyet havde tendens til at miste stabilitet i længderetningen under særlige atmosfæriske forhold.
17. oktober 1958
En Aeroflot Tu-104A (СССР-42362) på vej fra Beijing mod Moskva efter mellemlanding i Omsk blev ramt af turbulens og kraftig opdrift, hvorved næsen blev drevet op, hvorefter flyet dykkede kraftigt, gik i spin og styrtede ned nær Kanasj. Alle 80 ombordværende blev dræbt. Flyet medbragte højtstående diplomater fra Kina og Nordkorea på vej til Moskva. Ulykken medførte, at Tu-104 fik forbud mod at flyve over 9 km og flyets ror blev re-designet.
30. juni 1962
Aeroflot Flight 902; en Tu-104A (СССР-42370) blev ved en fejl skudt ned af et jord-til-luft missil i Berjozovskij distriktet. Missillet var blev affyret som led i en militærøvelse, men var kommet ud af kurs. Alle 84 ombord blev dræbt.
3. september 1962
Aeroflot Flight 03, en Tu-104A (СССР-42366) styrtede ned i en sump i Nanajskij distriktet efter en uforklarlig tab af kontrol med flyet. Styrtet er forklaret med problemer med autopiloten, men det er spekuleret, at flyet blev ramt af et jord-til-luft missil. Alle 86 om bord omkom i den indtil da mest dødelige flyulykke i Sovjetunionen.
25. juli 1971
Aeroflot Flight 1912; en Tu-104B (СССР-42405) fløj i jorden kort inden landingsbanen i lufthavnen i Irkutsk. Flyvningen skete om natten og piloterne fløj i en forkert vinkel mod landingsbanen med lav hastighed. Piloterne forsøgte at rette flyets kurs, men drejede for kraftigt og måtte rette op igen, men flyet ramte jorden ca. 150 meter før landingsbanen, hvorefter vingen blev revet af og flyet brød i brand. 97 ud af 126 ombord omkom. Fartmåleren havde muligvis vist forkert.
30. september 1973
Aeroflot Flight 3932; en Tu-104B (СССР-42506) styrtede ned kort efter start fra lufthavnen i Sverdlovsk (i dag Jekaterinburg. Flyet fløj op gennem skyerne ud skulle foretage et sving. Strømforsyningen til den kunstige horisont svigtede imidlertid, og vinkel blev alt for kraftig, og flyet styrtede ned i en skov og brød i brand. Alle 108 ombord omkom.
13. oktober 1973
Aeroflot Flight 964; en Tu-104B (СССР-42486) styrtede ned ca. 15 km nordvest fra Domodedovo lufthavnen i Moskva efter at instrumenterne fejlede. Alle 122 ombord omkom i den dødeligste Tu-104 ulykke.
28. november 1976
Aeroflot Flight 2415; en Tu-104B (СССР-42471) styrtede ned ved Klusjino efter at besætningen mistede orienteringen som følge af instrumentfejl. Alle 73 ombord omkom.
13. januar 1977
Aeroflot Flight 3843; en Tu-104A (СССР-42369) styrtede ned nær lufthavnen i Alma-Ata som følge af brand i den venstre motor. Alle 90 om bord blev dræbt.
17. marts 1979
Aeroflot Flight 1691; en Tu-104B (СССР-42444) styrtede ned efter forsøg på at vende tilbage til Moskva efter en falsk brandalarm. Brandalarmen var udløst af dele, der ikke passede sammen i flyets motor. 58 ud af 119 om bord omkom. Aeroflot trak herefter flyet ud af tjeneste.
7. februar 1981
En Tu-104A СССР-42332 tilhørende den sovjetiske flåde stallede og styrtede herefter ned efter start fra lufthavnen i Pusjkin nær Sankt Petersborg. Ulykken skyldtes fejlagtig lastning af flyet. Alle 50 om bord omkom. Alle resterende Tu-104'ere blev herefter trukket ud af tjeneste.

## Specifikationer (Tu-104B)
Flyets specifikationer hentet fra Tupolev Tu-104: Aeroflot's first jet og Flugzeuginfo.de
- Besætning: 7
- Passagerkapacitet: 50-115
- Længde : 40,06 m
- Vingespan = 34,54 m
- Højde = 11,9 m
- Vingeareal = 183 kvm
- Vægt tom = 43.800 kg
- Mulig mængde brændstof = 21.000 kg (normal), 26.500 kg (max)
- Motorer = 2 Mikulin AM-3M-500 turbojet motorer
- Max hastighed = 950 km/t
- Cruisehastighed = 750–850 km/t i 10–12 km højde
- Rækkevidde = 2.120 km
- Max højde = 12.000 m
- Stigeevne = 10 m/s
- Startlængde = 2.200 m
- Landingslængde 1.450-1.850 m (uden bremseskærm)

## Ifilateli
Tu-104 var et sovjetisk prestigeprojekt, og flyet var motiv på flere sovjetiske frimærker.
- Tu-104 på frimærke i 1958
- Tu-104 på sovjetisk frimærke i anledning af fejringen af 100 året for russisk/sovjetisk industrialisering
- Tu-104 på sovjetisk frimærke i anledning af fejringen af 100 året for russisk/sovjetisk industrialisering
- Tu-104 på sovjetisk frimærke i anledning af Aeroflots 40-års jubilæum
- Tu-104 på frimærke i 1969

## Tilsvarende fly
- Tupolev Tu-16
- Tupolev Tu-107
- Tupolev Tu-110
- Tupolev Tu-124
- de Havilland Comet
- Boeing 707

## References
1. 1 2 3 4 5 6  Reactores Comerciales (1999a) (en: Commercial Jetliners). Antonio López Ortega (spansk). Agualarga Editores S.l. 1999. ISBN 84-95088-87-8. Hentet 26. september 2008.
2. 1 2 3 4 5  Kandalov, Andrei; Duffy, Paul (1996). Tupolev: The Man and His Aircraft. Warrendale, Pennsylvania: Society of Automotive Engineers. ISBN 1-56091-899-3. LCCN 96-70235.
3. 1 2 3 4  In 1956, the Soviets held first place — briefly, Craig Mellew, Air & Space Maazine, November 2013 (engelsk)
4. ↑  Comet var i 1952-53 udsat for en række spektakulære havarier, hvis årsager ikke umiddelbart kunne findes. Senere undersøgeler viste, at flere af flystyrtene skyldtes stress-belastninger i skroget og flyets firkantede vinduer
5. ↑  "Tu 104 That Started The Era Of Jet Airliners In the USSR". englishrussia.com. 29. november 2011. Hentet 17. juni 2020.
6. ↑  "The history of the creation of Tu 104. Aviation of Russia". btet.ru. Arkiveret fra originalen 29. februar 2024. Hentet 26. august 2022.
7. ↑  Wreckage remains at the crash site
8. ↑  Rapport om uheldet på aviation-safety.net
9. ↑  Ranter, Harro. "Aviation Safety Network > ASN Aviation Safety Database > Aircraft type index > Tupolev Tu-104 > Tupolev Tu-104 Statistics". aviation-safety.net. Hentet 26. januar 2019.
10. ↑  "RUSSIANPLANES.NET реестр ВС". Arkiveret fra originalen 2021-06-15. Hentet 11. februar 2021.
11. ↑  "Катастрофа Ту-104А МУТА ГВФ в 215 км от а/п Хабаровск" [Ulykke Tu-104 215 km fra Khabarovsk Lufthavn] (russisk). airdisaster.ru. Hentet 2015-12-28.
12. ↑  Rapport om uheldet på aviation-safety.net, hentet 11. februar 2024
13. ↑  Ranter, Harro. "ASN Aircraft accident Tupolev Tu-104A СССР-42370 Voznesenka, Krasnoyarsk region". aviation-safety.net. Hentet 2022-06-03.
14. ↑  Rapport om uheldet på aviation-safety.net, hentet 11. februar 2024
15. ↑  "Катастрофа Ту-104А Дальневосточного управления ГВФ близ Хабаровска" [Ulykke Tu-104 nær Khabarovsk] (russisk). airdisaster.ru. Hentet 2015-12-28.
16. ↑  Rapport om uheldet på aviation-safety.net, hentet 11. februar 2024
17. ↑  "Катастрофа Ту-104Б Толмачевского ОАО в а/п Иркутс" [Ulykke Tu-104 Irkutsk Lufthavn] (russisk). airdisaster.ru. Hentet 2015-12-28.
18. ↑  Rapport om uheldet på aviation-safety.net, hentet 11. februar 2024
19. ↑  Rapport om uheldet på aviation-safety.net, hentet 11. februar 2024
20. ↑  Rapport om uheldet på aviation-safety.net, hentet 11. februar 2024
21. ↑  "Катастрофа Ту-104Б Ленинградского ОАО в районе а/п Шереметьево" [Ulykke Tu-104 Leningrad OJSC i området Sjeremetjevo lufthavn] (russisk). airdisaster.ru. Hentet 2015-12-28.
22. ↑  Rapport om uheldet på aviation-safety.net, hentet 11. februar 2024
23. ↑  "Катастрофа Ту-104А Дальневосточного УГА в районе а/п Алма-Ата" [Ulykke Tu-104 nær Alma-Ata lufthavn] (russisk). airdisaster.ru. Hentet 2015-12-28.
24. ↑  Rapport om uheldet på aviation-safety.net, hentet 11. februar 2024
25. ↑  Rapport om uheldet på aviation-safety.net, hentet 11. februar 2024
26. ↑  Gordon, Yefim; Rigmant, Vladimir (2007). Tupolev Tu-104: Aeroflot's first jet. Hinkley: Midland. s. 36. ISBN 978-1-85780-265-8.
27. ↑  "Tupolew / Tupolev Tu-104". www.flugzeuginfo.net. Hentet 26. januar 2019.